# Phạm Hồng Sơn (nhân vật bất đồng chính kiến)
Phạm Hồng Sơn (sinh năm 1968) là một nhân vật bất đồng chính kiến với chính quyền Việt Nam.

## Tiểu sử
Phạm Hồng Sơn quê quán tại tỉnh Nam Định, Việt Nam, tốt nghiệp trường Đại học Y Hà Nội năm 1992. Sau đó, ông cũng đã hoàn thành chương trình Thạc sỹ Quản trị Kinh doanh (MBA) tại trường Đại Học Kinh tế Quốc dân (NEU). Ông đã lập gia đình và có hai con.

## Sự nghiệp
Phạm Hồng Sơn đã dịch một bài viết đăng trên website của Đại sứ quán Hoa Kỳ tại Việt Nam nhan đề "Thế nào là dân chủ" . Ông đã phổ biến bản dịch này bằng cách gởi cho Ban chấp hành Trung ương Đảng Cộng sản Việt Nam, các thân hữu và một số website. Vào 6 tháng 3 năm 2002, Phạm Hồng Sơn công khai gởi bài "Những Tín Hiệu Đáng Mừng Cho Dân Chủ Tại VN" tới ông Nông Đức Mạnh, Tổng bí thư Đảng Cộng sản Việt Nam, và các cơ quan thông tấn, báo chí. Ông Sơn bị công an bắt giữ vào ngày 27 tháng 3 năm 2002.
Phạm Hồng Sơn cho biết ông đã dịch bài "Thế nào là dân chủ" vì ông "khao khát Tự do, Hòa bình và mưu cầu một cuộc sống đầy đủ trên đất nước Việt Nam." Tuy nhiên, chính quyền Việt Nam trong bản cáo trạng đã cáo buộc Phạm Hồng Sơn đã quan hệ với các "đối tượng phản động lưu vong tại nước ngoài" để "vu cáo nhà nước về vi phạm nhân quyền". Bản cáo trạng còn nói rằng ông đã có "hoạt động tích cực để thành lập và phát triển lực lượng đa nguyên và dân chủ ở Việt Nam" .
Trong thời gian 15 tháng tạm giữ trước khi ra tòa, ông Sơn không được phép gặp mặt vợ con. Vụ xử kín diễn ra vào ngày 18 tháng 6 năm 2003. Tại phiên tòa, Phạm Hồng Sơn bị tuyên án 13 năm tù vì tội gián điệp.. Xét kháng nghị của Viện Kiểm sát nhân dân tối cao và kháng cáo của bị can Phạm Hồng Sơn, vào ngày 26 tháng 8 năm 2003, Toà án Tối cao tại Hà Nội đã mở phiên tòa phúc thẩm, tuyên mức án cho Phạm Hồng Sơn được giảm từ 13 năm tù xuống còn 5 năm tù, 3 năm quản chế.
Chính phủ Hoa Kỳ, Liên minh châu Âu, và một số tổ chức nhân quyền quốc tế như tổ chức Ân xá Quốc tế và Human Rights Watch cho rằng ông Sơn là một tù nhân lương tâm và không được xử một cách công bằng trong một toà kín và kêu gọi nhà nước Việt Nam thả tự do cho ông.
Cuối tháng 8 năm 2006, Phạm Hồng Sơn được hưởng chế độ đặc xá, tha tù theo quyết định của Chủ tịch nước nhân đợt đặc xá dịp lễ Quốc khánh để về nhà dưỡng bệnh . Ông phải chịu lệnh quản thúc tại gia trong vòng 3 năm.
Ngày 5 tháng 1 năm 2018, ông đã rời Việt nam, sang Pháp. Được cho rằng ông đến Pháp sau khi vợ ông, bà Vũ Thúy Hà sang Pháp để làm việc cho Tổ chức La Francophonie hồi cuối năm 2017.

## Vinh danh
Ông là một trong số tám người Việt Nam được Tổ chức Theo dõi Nhân quyền trao giải Hellman/Hammett năm 2008.

## Các bài viết của Phạm Hồng Sơn
- Tiến sĩ Nguyễn Quang A với "cụ Hồ": Hơn một điều buồn, Pro&Contra, 27.11.2012